# Ниси (Гребен)
Ниси (грч. Νησί) је насељено место у општини Гребен у периферији Западна Македонија, Грчка. Према попису из 2021. године било је 55 становника.
Насеље је 1913. године имало 188 житеља Грка муслимана (Валахади). Године 1923. муслиманско становништво је принудно исељено у Турску а на њихово место је насељено 63 грчких избегличких породица, којих је на попису из 1928. године било 182. Село се раније звало Насинокос.